# 薏苡仁湯
薏苡仁湯（よくいにんとう）は、は漢方方剤の一つ。

## 効果・効能
関節痛、筋肉痛。疣贅除去（イボ取り）の効果、利尿作用、皮膚荒れを直す（美肌効果）などがあるともされている。

## 適応症
関節痛、筋肉痛。関節や筋肉の痛み、腫れ、熱感を和らげる。通常、比較的慢性に経過する四肢の関節、筋肉の炎症などに用いられる。

## 組成
薏苡仁湯エキスの場合、7.5g中に下記の混合生薬の乾燥エキス5.0gを含有する。
薏苡仁8.0、蒼朮4.0、当帰4.0、麻黄4.0、桂皮3.0、芍薬3.0、甘草2.0

## 性状
淡褐色で特異なにおいがし、味はわずかに甘い。

## 相互作用

### 併用注意
次の薬剤との併用により、不眠、発汗過多、頻脈、全身脱力感、精神興奮等が出現しやすくなるため、減量するなど慎重に投与すること。
1. 麻黄含有製剤
2. エフェドリン類含有製剤
3. モノアミン酸化酵素阻害薬
4. 甲状腺製剤
5. カテコールアミン製剤
6. キサンチン系製剤

### 慎重投与
1. 病後の衰弱期、著しく体力の衰えている患者（副作用が出現しやすく、副作用症状増強のおそれ）
2. 著しく胃腸の虚弱な患者（食欲不振、胃部不快感、悪心、嘔吐、腹痛、下痢等が出現するおそれ）
3. 食欲不振、悪心、嘔吐のある患者（これら症状悪化のおそれ）
4. 発汗傾向の著しい患者（発汗過多、全身脱力感等出現のおそれ
5. 狭心症、心筋梗塞等の循環器系の障害のある患者、またはその既往歴のある患者
6. 重症高血圧症の患者
7. 高度の腎障害のある患者
8. 排尿障害のある患者
9. 甲状腺機能亢進症の患者[1]

## 副作用
次の副作用がある。

### 重大な副作用
偽アルドステロン症、ミオパチー

## 注意事項
高齢者は生理機能の低下、妊産婦、授乳婦、小児は安全性が未確立であり、注意が必要である。